# Wojownik zbrojny
Wojownik zbrojny (Polemaetus bellicosus) – gatunek ptaka z rodziny jastrzębiowatych (Accipitridae). Największy z orłów Afryki. Jest zagrożony wyginięciem.

## Systematyka
Wojownik zbrojny jest jedynym przedstawicielem rodzaju Polemaetus. Przez niektórych autorów był umieszczany w rodzaju Hieraaetus. Nie wyróżnia się podgatunków.

## Morfologia
Wygląd

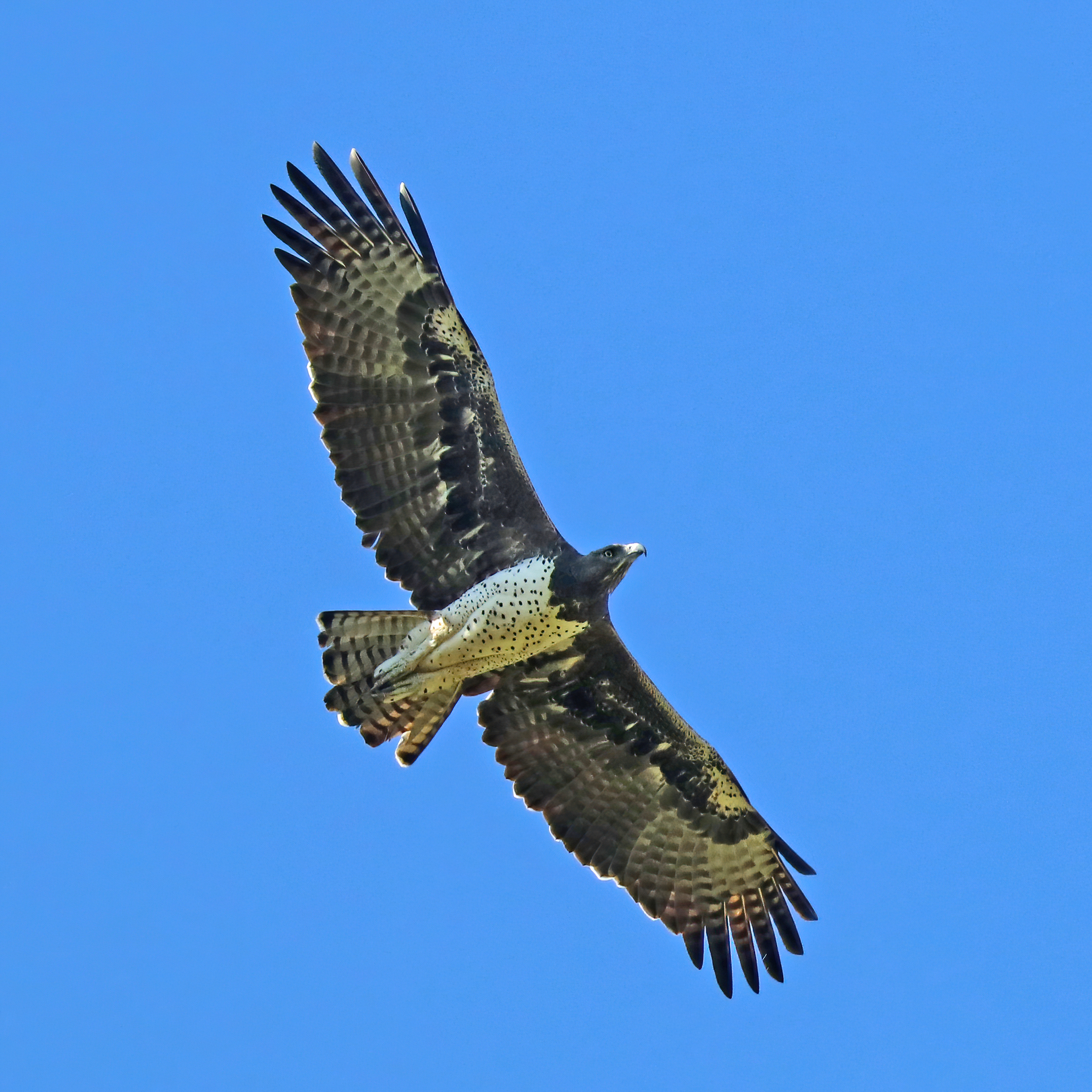
Wojownik zbrojny w locie

Dorosły ptak z wierzchu ciemnobrązowy, od spodu biały z ciemnymi plamami. Osobniki obu płci posiadają charakterystyczny czub na głowie. Samice są większe od samców.
Wymiary
- Długość ciała: 78–96 cm
- Rozpiętość skrzydeł: 188–260 cm
- Masa ciała: 3,1–6,2 kg

## Ekologia i zachowanie

### Środowisko
Otwarte tereny Afryki Subsaharyjskiej – łąki z dużymi drzewami, porośnięte krzewami obszary karoo, zadrzewione sawanny lub nadrzeczne lasy na obszarach suchych. Budowa słupów energetycznych umożliwiła rozprzestrzenienie się tego gatunku na niektóre obszary pozbawione drzew.

### Lęgi
Wielkie gniazdo budowane na dużych drzewach; niekiedy na klifie lub na słupie energetycznym. Samica składa 1 jajo (rzadko 2), które wysiaduje 47 dni. Te orły rozmnażają się zwykle co 2–3 lata.

### Pożywienie
Potrafi upolować impalę, ale zwykle łapie mniejszą zdobycz: frankoliny, mangusty, małe antylopy, również młode strusie padają jego ofiarą. Czasami żywi się zwierzętami gospodarskimi: drobiem, jagniętami czy koźlętami, co jest przyczyną jego prześladowań ze strony rolników.

## Status
Międzynarodowa Unia Ochrony Przyrody (IUCN) od 2020 roku uznaje wojownika zbrojnego za gatunek zagrożony (EN – Endangered); wcześniej, od 2013 roku miał on status gatunku narażonego (VU – vulnerable), od 1988 roku – najmniejszej troski (LC – least concern), a od 2009 roku – „bliski zagrożenia” (NT – near threatened). Liczebność populacji nie została dokładnie oszacowana; według informacji z 2001 roku gatunek liczył dziesiątki tysięcy osobników. Trend liczebności populacji uznaje się za spadkowy. Do głównych zagrożeń dla gatunku należą: prześladowania ze strony rolników (odstrzał, chwytanie w pułapki), pośrednie zatrucia, porażenia prądem elektrycznym na drutach linii energetycznych, a także zmienianie i degradacja przez człowieka jego siedlisk.